# Tyranneau à bec rouge
Zimmerius cinereicapilla
Espèce
Synonymes
- Zimmerius cinereicapillus
- Phyllomyias cinereicapilla
- Tyranniscus cinereicapillus[1],[2]

Statut de conservation UICN

 VU  : Vulnérable
Le Tyranneau à bec rouge (Zimmerius cinereicapilla) est une espèce de passereaux de la famille des Tyrannidae,,.

## Distribution
Cet oiseau vit dans les contreforts de l'est de l'Équateur et de l'est du Pérou (vers le sud jusqu'au département de Madre de Dios),,.

## Systématique
Cette espèce est monotypique selon la classification de référence du Congrès ornithologique international (version 9.1, 2019).